# Tutti tranne te
Tutti tranne te (Anyone But You) è un film del 2023 diretto da Will Gluck, liberamente ispirato alla commedia shakespeariana Molto rumore per nulla.

## Trama
Mentre cerca di procurarsi la chiave del bagno in un bar, Bea, studentessa di giurisprudenza dell'Università di Boston, incontra Ben, dipendente della Goldman Sachs. I due hanno una connessione immediata e trascorrono la giornata insieme, finendo per addormentarsi sul divano di Ben. Bea se ne va senza svegliarlo la mattina, ma ci ripensa e torna all'appartamento, solo per sentirlo insultarla mentre parla con il suo amico Pete.
Bea e Ben non si vedono più per sei mesi, e si incrociano quando la sorella di Bea, Halle, inizia a uscire con la sorella di Pete, Claudia. I due sono gelidi l'uno verso l'altro, ciascuno incolpando l'altro per il loro appuntamento finito male. Halle e Claudia in seguito si fidanzano e organizzano un matrimonio a Sydney.
Bea, che ha rotto con il suo fidanzato Jonathan e ha segretamente abbandonato la facoltà di giurisprudenza, è sgomenta nello scoprire che Ben non solo è sul suo stesso volo per l'Australia, ma che entrambi alloggeranno a casa dei genitori di Claudia e Pete, nei giorni precedenti il matrimonio. Il disprezzo reciproco di Bea e Ben inizia a frustrare gli altri membri della festa di matrimonio, aggravato dalle apparizioni di Jonathan e dell'ex fidanzata di Ben, Margaret.
Mentre i genitori di Bea tentano di spingerla a riconciliarsi con Jonathan, gli altri partecipanti escogitano un piano per riunire Bea e Ben per garantire che il matrimonio si svolga senza intoppi. Bea capisce rapidamente il piano e fa un accordo con Ben per fingere che stiano insieme per rendere Margaret gelosa e impedire ai genitori di Bea di spingerla a fare pace con Jonathan.
I primi tentativi di vendere la relazione non hanno successo fino a una festa su una barca, dove Bea e Ben ballano insieme e ricostruiscono una scena del film Titanic, che termina con Bea che cade nel porto di Sydney. Ben le salta dietro e hanno una conversazione mentre aspettano i soccorsi su una boa. Lei gli dice che si è ritirata dalla facoltà di giurisprudenza e si danno un appuntamento per fare un giro turistico al Teatro dell'Opera di Sydney. Tornano a casa e fanno sesso, ma Bea suggerisce con disinvoltura che le sue recenti azioni sono state tutte errori, il che delude Ben. Che se ne va di notte, scoraggiando Bea.
La mattina del matrimonio, Margaret chiede a Bea la sua benedizione per riaccendere le cose con Ben. Bea accetta, sostenendo di essere coinvolta con lui solo occasionalmente. Attraverso una conversazione con Pete, Ben rivela indirettamente ai genitori di Bea che ha segretamente lasciato la facoltà di giurisprudenza, lasciandola con la sensazione di essere stata tradita.
Dopo aver sentito Halle e Claudia litigare, Ben convince Bea a fingere di riconciliarsi per il bene del matrimonio. La cerimonia procede senza intoppi, ma appena vede Margaret baciare Ben durante il ricevimento, Bea se ne va in lacrime, dirigendosi al Teatro dell'Opera. Tuttavia, Ben rifiuta Margaret e dice che non prova più sentimenti per lei poiché era ingiustamente bloccato in un ricordo. Il gruppo di nozze lo convince a inseguire Bea, quindi salta dalla vicina scogliera direttamente nell'Oceano Pacifico, e dopo aver chiamato i soccorsi convince l'elicottero di salvataggio che lo recupera a portarlo al Teatro dell'Opera.
Ben si scusa con Bea, dicendole che se n'è andato perché temeva che la loro relazione potesse diventare un altro rimpianto. Si riconciliano e tornano al ricevimento in coppia, dove Halle e Claudia rivelano che la loro discussione era l'ennesimo stratagemma per spingere Bea e Ben l'uno verso l'altro. Nel frattempo, Jonathan e Margaret si mettono insieme.

## Produzione
Nel gennaio 2023 la casa di produzione Sony Pictures ha annunciato un nuovo film con protagonisti Sydney Sweeney e Glen Powell, diretto da Will Gluck. A febbraio è stata diffusa la lista completa del cast con Alexandra Shipp, Michelle Hurd, Bryan Brown, Darren Barnet e Hadley Robinson, con l'aggiunta di Dermot Mulroney, Rachel Griffiths e GaTa annunciati il mese successivo. 
Le riprese sono iniziate nel Nuovo Galles del Sud a febbraio 2023 e si sono concluse a Sydney nel marzo 2023.

## Promozione
Un primo teaser trailer è stato distribuito il 19 ottobre 2023, mentre il primo trailer ufficiale è stato diffuso il 26 novembre dello stesso anno.

## Distribuzione
L'uscita nelle sale statunitensi, inizialmente prevista per il 15 dicembre 2023, è stata posticipata al 22. In Italia è uscito al cinema il 25 gennaio 2024.

## Accoglienza

### Incassi
I film ha incassato 88319668 $ in Nordamerica e 131922557 $ nel resto del mondo, per un totale di 220242225 $. In Italia ha incassato 6421904 € con 851674 presenze.

### Critica
Su Rotten Tomatoes il 52% delle 115 recensioni dei critici è positivo, con un voto medio di 5,6 su 10; su Metacritic 26 critici gli assegnano un voto medio ponderato di 52 su 100.